# Tell el-Hesi
Koordinaten: 31° 33′ N, 34° 44′ O

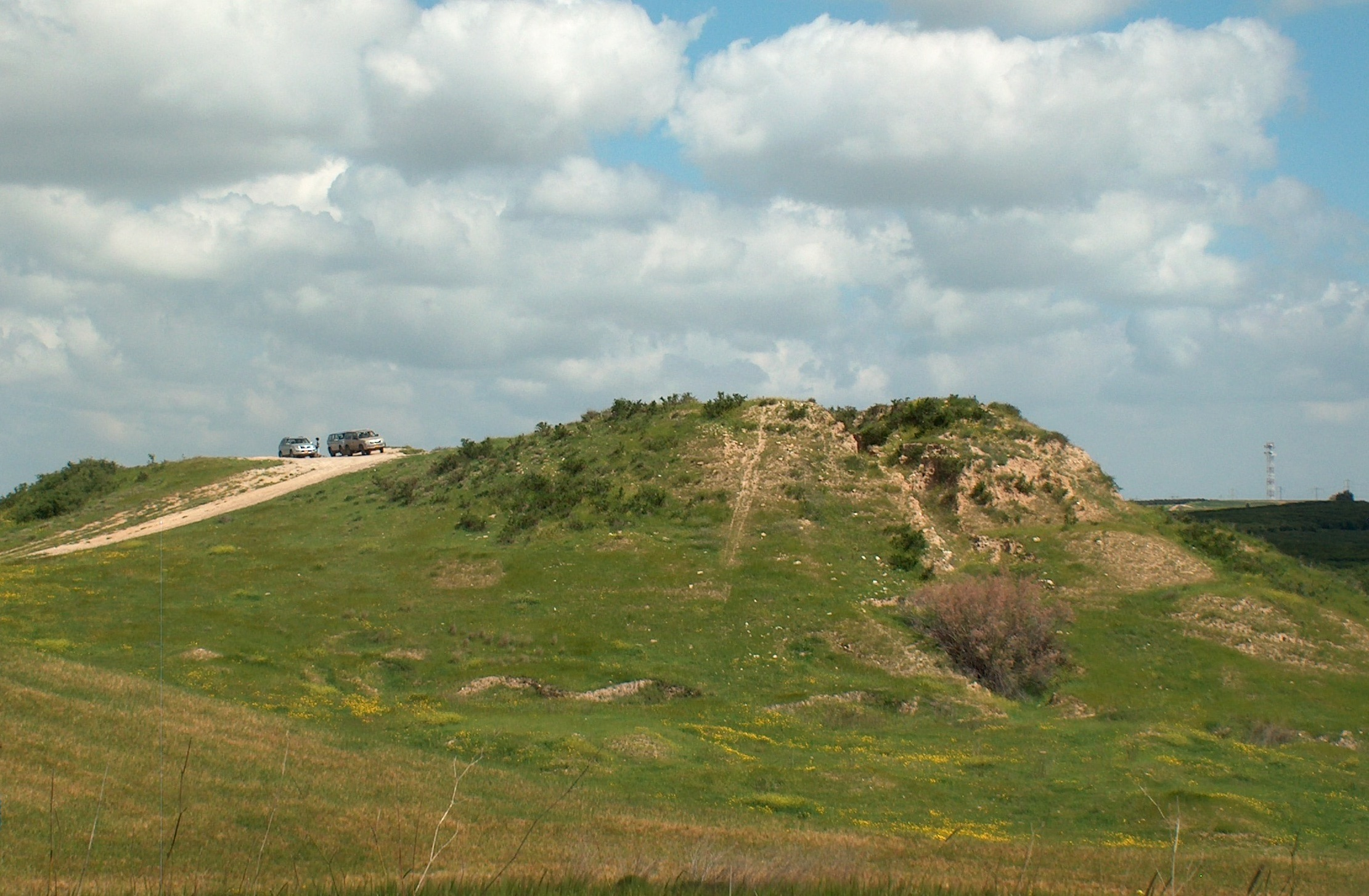
Der Hügel von Tell el-Hesi

Der Tell el-Hesi (arabisch تل الحسي, DMG Tall al-Ḥasī, hebräisch תֵּל חָסִי Tel Chassī) ist eine archäologische Ausgrabungsstätte in der Schfelah etwa zehn Kilometer südlich Qirjat Gats im Gebiet des Regionalrat Lachisch, Israel. Erste Ausgrabungen fanden 1890 durch Flinders Petrie und dann systematisch von 1891 bis 1892 durch Frederick J. Bliss statt. Weitere Untersuchungen gab es von 1970 bis 1983 unter der Leitung der American Schools of Oriental Research. Unter der Leitung von Flinders Petrie und Frederick J. Bliss wurde der Stratigraphie der Ruinenstätte Beachtung geschenkt, was hier zum ersten Mal in der Levante geschah.
Bei den Ausgrabungen des Tells konnten diverse Schichten freigelegt werden. Der Ort war von der frühen Bronzezeit bis ins erste Jahrtausend v. Chr. mit Unterbrechungen besiedelt. Erste Siedlungsreste stammen aus der frühen Bronzezeit. Es scheint hier nur eine kleinere Siedlung gestanden zu haben. In der Frühen Bronzezeit III (um 2500 v. Chr.) wurde hier eine Stadt mit Stadtmauer errichtet.
Eine Identifizierung des Ortes mit einer aus der Bibel bekannten Stätte ist bisher nicht möglich. Aus der Zeit um 1300 v. Chr. stammt ein Bau mit ägyptischem Grundriss. Solche Bauten sind auch von anderen Orten in der Region bekannt und werden als Statthalterresidenzen bezeichnet. Ihre genaue Funktion und vor allem die Interpretation des Baues in Tell el-Hesi sind jedoch umstritten.
Aus Tell el-Hesi stammt ein Amarna-Brief (EA 333). Über den antiken Resten befindet sich ein Friedhof der Osmanenzeit.